# Nacionalna akademija znanosti
Nacionalna akademija znanosti (engleski: National Academy of Sciences ili samo NAS) je neprofitna i nevladina  znanstveno-istraživačka ustanova, ogranak Nacionalna akademije znanosti, inženjerstva i medicine Sjedinjenih Američkih Država. Jedna je od najuglednijih i najpoznatijih znanstvenih institucija u Sjevernoj Americi i članica Svjetskog znanstvenog vijeća. Kao ogranaka nacionalne akademije, skrbi se rad i razvitak znanstvenih institucija i ustanova te za širenje znanstvenih misli i novosti u američkom društvu. Određen broj novih akademika bira se svake godine prema svojoj znanstveno-istraživačkoj djelatnosti i iskustvu te aktivnosti u društvu.
Osnovana je posebnim zakonskom odredbom 3. ožujka 1863. na poticaj američkog predsjednika Abrahama Lincolna. Prvotno je imala svega 50 stalnih članova. Njihov broj se tijekom povijesti stalno povećavao, da bi početkom 21. stoljeća došao na broj od 2.000 do 2.300 članova. Akademici za svoj rad ne dobivaju plaću, već rade pro bono i u korist društva, a sam izbor u krug akademika smatra se najvećom počasti koju znanstvenik može primiti. Osim akademika, počasnih članova, Akademija zapošljava oko 1.100 zaposlenika, uglavnom znanstvenika, profesora, članova stručnog i pomoćnog osoblja.
Akademija na obljetnicu svoga utemeljenja izdaje znanstveni časopis Zapisi Nacionalne akademije znanosti Sjedinjenih Američkih država, u kojem piše o svim aktivnostima i dostignućima ostvarenima u protekloj godini. List izdaje izdavačka kuća National Academies Press, u vlasništvu Akademije, koja objavljuje knjige, znanstvene i stručne radove njezinih članova te održava njezine službene internetske stranice. Akademici Nacionalne akademije znanosti SAD-a osvojili su oko 200 Nobelovih nagrada, zbog čega je Akademija jedna od najuglednijih svjetskih znanstvenih institucija.

## Vanjske poveznice
- Službene stranice Akademije (engl.)